# Municipio de Clines
Clines Township es una subdivisión territorial del condado de Catawba, Carolina del Norte, Estados Unidos. Según el censo de 2020, tiene una población de 24 939 habitantes.
Es una subdivisión exclusivamente geográfica, por cuanto el estado de Carolina del Norte no utiliza la herramienta de los townships como Gobiernos departamentales.

## Geografía
Está ubicado en las coordenadas 35°45′47″N 81°11′44″O / 35.76306, -81.19556.